# Сидни, Бэзил
Бэ́зил Си́дни (англ. Basil Sydney; 23 апреля 1894, Сент-Осит, Эссекс, Великобритания — 10 января 1968, Лондон, Великобритания) — английский и американский актёр театра и кино.

## Карьера
Уже в 15 лет Бэзил Сидни стал играть на сценах театров Англии. Известность пришла к нему после того как в 1915 году он вместе со своей будущей женой, бродвейской звездой Дорис Кин (1881–1945), сыграл в популярной лондонской театральной постановке «Романтика» Эдварда Шелдона, а затем снялся вместе с ней в одноимённом немом фильме 1920 года. После завершения своей военной службы в 1918 году он женился на Дорис Кин. Когда Кин поставила «Романтику» в Нью-Йорке в 1921 году, Сидни дебютировал в этой театральной постановке на подмостках Бродвея. После этого он жил в Нью-Йорке более десяти лет, играя классические роли в театральных пьесах, такие как Меркуцио в шекспировской пьесе «Ромео и Джульетта» (1922) и Ричард Даджен в «Ученике дьявола» (1923) Бернарда Шоу, Гамлета в «Гамлете» (1923), принца Хэла в «Генрихе IV, часть I» (1926), и Петруччо в «Укрощении строптивой» (1927).
Бэзил Сидни снялся более чем в 50 фильмах, из которых самая заметная — роль Клавдия в фильме режиссёра Лоуренса Оливье 1948 года «Гамлет». Он снялся в таких классических фильмах, как «Остров сокровищ» (1950), «Айвенго» (1952) и «Вокруг света за восемьдесят дней» (1956) с Ритой Хейворт и Стюартом Грейнджером в главных ролях. Несмотря на съёмки в кино, главным в его карьере оставалось участие в театральных постановках различных театров Великобритании и США.

## Личная жизнь
В 1925 году Сидни развёлся с Дорис Кин, с которой до этого прожил в браке семь лет. В 1929 году он женился на актрисе Мэри Эллис, и супруги переехали в Англию. В Британии Сидни сосредоточился больше на съёмках и своих ролях в кино, чем на игре в театре. Позднее он развелся с Мэри Эллис. В 1940-х годах Сидни женился на английской киноактрисе Джойс Ховард. В браке у Бэзила и Джойс родилось трое детей.
Бэзил Сидни был заядлым курильщиком табака. Он умер от плеврита в возрасте 73 лет в 1968 году.

## Фильмография
| Год  |   | Русское название              | Оригинальное название                | Роль                                                    |
| ---- | - | ----------------------------- | ------------------------------------ | ------------------------------------------------------- |
| 1920 | ф | «Романтика»                   | Romance                              | Армстронг / Armstrong                                   |
| 1922 | ф | «Жгучая романтика»            | Red Hot Romance                      | Роулэнд Стоун / Rowland Stone                           |
| 1932 | ф | «Горничная»                   | The Midshipmaid                      | командир Фосберри / Cmdr. Fosberry                      |
| 1934 | ф | «Третий ключ»                 | The Third Clue                       | Рейнхардт Конвэй / Reinhardt Conway                     |
| 1934 | ф | «Грязная работа»              | Dirty Work                           | Хью Стэффорд / Hugh Stafford                            |
| 1935 | ф | «Риверсайдское убийство»      | The Riverside Murder                 | инспектор Филип Уинтон / Inspector Philip Winton        |
| 1935 | ф | «Белая лилия»                 | The White Lilac                      | Иэн Мэкки / Ian Mackie                                  |
| 1935 | ф | «Трансатлантический туннель»  | The Tunnel                           | Мостайн / Mostyn                                        |
| 1936 | ф | «Джентльмен-любитель»         | The Amateur Gentleman                | Луи Чичестер / Louis Chichester                         |
| 1936 | ф | «Родос Африки»                | Rhodes of Africa                     | доктор Джим Джеймисон / Dr. Jim Jameson                 |
| 1936 | ф | «Блеф слепого»                | Blind Man's Bluff                    | доктор Питер Фэйрфакс / Dr. Peter Fairfax               |
| 1936 | ф | «Преступление над Лондоном»   | Crime Over London                    | «Джокер» Финниган / «Joker» Finnigan                    |
| 1936 | ф | «Речи дьявола»                | Talk of the Devil                    | Стивен Риндлэй / Stephen Rindlay                        |
| 1936 | ф | «Обвиняемый»                  | Accused                              | Юджин Роджет / Eugene Roget                             |
| 1939 | ф | «Четыре справедливых мужчины» | The Four Just Men                    | Фрэнк Снелл / Frank Snell                               |
| 1940 | ф | «Глаза в тени»                | Shadowed Eyes                        | доктор Зандер / Dr. Zander                              |
| 1941 | ф | «Весенная встреча»            | Spring Meeting                       | Джеймс / James                                          |
| 1941 | ф | «Жена фермера»                | The Farmer's Wife                    | Сэмюэл Свитленд / Samuel Sweetland                      |
| 1942 | ф | «Черная овца Уайтхолла»       | The Black Sheep of Whitehall         | Костелло / Costello                                     |
| 1942 | ф | «Корабли с крыльями»          | Ships with Wings                     | капитан Фэйрфакс / Capt. Fairfax                        |
| 1942 | ф | «Большая блокада»             | The Big Blockade                     | Бит Парт / Bit Part                                     |
| 1942 | ф | «Ближайшие родственники»      | The Next of Kin                      | военно-морской капитан / Naval captain                  |
| 1942 | ф | «День прошел хорошо?»         | Went the Day Well?                   | майор Ортлер / Major Ortler                             |
| 1945 | ф | «Цезарь и Клеопатра»          | Caesar and Cleopatra                 | Руфио / Rufio                                           |
| 1947 | ф | «Встретимся на рассвете»      | Meet Me at Dawn                      | Жорж Верморель / Georges Vermorel                       |
| 1947 | ф | «Человек внутри»              | The Man Within                       | сэр Генри Мерриман / Sir Henry Merriman                 |
| 1948 | ф | «Гамлет»                      | Hamlet                               | Клавдий / Claudius — The King                           |
| 1950 | ф | «Ангел с трубой»              | The Angel with the Trumpet           | Фрэнсис Альт / Francis Alt                              |
| 1950 | ф | «Остров сокровищ»             | Treasure Island                      | капитан Александр Смоллетт / Captain Alexander Smollett |
| 1951 | ф | «Волшебная коробка»           | The Magic Box                        | Уильям Фокс-Талбот / William Fox-Talbot                 |
| 1952 | ф | «Айвенго»                     | Ivanhoe                              | Вальдемар Фитцурс / Waldemar Fitzurse                   |
| 1953 | ф | «Саломея»                     | Salome                               | Понтий Пилат / Pontius Pilate                           |
| 1954 | ф | «Ад ниже нуля»                | Hell Below Zero                      | Блэнд / Bland                                           |
| 1954 | ф | «Звезда Индии»                | Star of India                        | король Луи XIV / King Louis XIV                         |
| 1954 | ф | «История хирурга»             | Three’s Company: The Surgeon’s Story | доктор Грэм / Dr. Graham                                |
| 1955 | ф | «Симба»                       | Simba                                | мистер Кроуфорд / Mr. Crawford                          |
| 1955 | ф | «Разрушители плотин»          | The Dam Busters                      | сэр Артур Харрис / Sir Arthur Harris, 1st Baronet)      |
| 1956 | ф | «Вокруг света за 80 дней»     | Around the World in 80 Days          | Член «Клуба Реформ» / Reform Club Member                |
| 1957 | ф | «Морская жена»                | Sea Wife                             | Бульдог / Bulldog                                       |
| 1957 | ф | «Остров под солнцем»          | Island in the Sun                    | Джулиан Флери / Julian Fleury                           |
| 1958 | ф | «Вопрос о прелюбодеянии»      | A Question of Adultery               | сэр Джон Лоринг / Sir John Loring                       |
| 1959 | ф | «Джон Пол Джонс»              | John Paul Jones                      | сэр Уилльям Янг / Sir William Young                     |
| 1959 | ф | «Ученик дьявола»              | The Devil’s Disciple                 | адвокат Хоукинс / Lawyer Hawkins                        |
| 1960 | ф | «Три мира Гулливера»          | The 3 Worlds of Gulliver             | император Лиллипутии / Emperor of Lilliput              |
| 1960 | ф | «Руки Орлака»                 | The Hands of Orlac                   | Морис Сейдельман / Maurice Seidelman                    |
| 1961 | ф | «История Давида»              | A Story of David                     | Царь Саул / King Saul                                   |